# Japão nos Jogos Olímpicos de Verão de 1988
O Japão participou dos Jogos Olímpicos de Verão de 1988 em Seul, na Coreia do Sul. Conquistou quatro medalhas de ouro, três de prata e sete de bronze, somando quatorze no total. Foi a décima quinta vez que o país participou nos Jogos Olímpicos de Verão.